# Myoictis melas
Myoictis melas är en pungdjursart som först beskrevs av Philipp Ludwig Statius Muller 1840. Myoictis melas ingår i släktet Myoictis och familjen rovpungdjur. IUCN kategoriserar arten globalt som livskraftig. Inga underarter finns listade.
Pungdjuret förekommer på nordvästra Nya Guinea och på några mindre öar i samma region. Arten vistas där i låglandet och i upp till 1 800 meter höga bergstrakter. Habitatet utgörs av tropisk regnskog.
Arten når en kroppslängd (huvud och bål) av 18,9 till 24,0 cm, har en lite kortare svans och väger 172 till 255 g. Bakfötterna är 3,3 till 4,4 cm långa. Kännetecknande är svansen som har en kam av långa hår på toppen och svansen blir mot spetsen smalare. På ryggen förekommer tre svarta längsgående strimmor som kan vara otydliga hos mörka exemplar. Ovansidans grundfärg varierar mellan rödbrun och svart. I ansiktet finns några röda fläckar. Antalet spenar hos honor är sex.